# Breheimen nationalpark
Breheimen nationalpark  är en norsk nationalpark som ligger i ett fjäll- och glaciärområde i fylkena Oppland och Sogn og Fjordane. Nationalparken inrättades den 7 augusti 2009 i syfte att «bevara ett stort, sammanhängande och vildmarkspräglat naturområde med speciella, representativa ekosystem och landskap fri från större ingrepp.»  Breheimens nationalpark är 1691 km2 stor.
Nationalparken ligger i Skjåks, Loms och Lusters kommuner. Den gränsar till fem andra naturskyddsområden (Strynefjellet, Mysubytta, Høydalen, Mørkridsdalen och Vigdalen) samt till naturreservatet Høyrokampen. Sammanlagt omfattar alla områdena 1793 km2. Skyddsområdet omfattar hela glaciären Jostedalsbreen.

## Geografi, landskap, geologi
Landskapet utmärks av glaciärer, vattenfall, frodiga dalar, högfjällsnatur och sätrar för utmarksebete.

## Flora och fauna
Vildren förekommer i nationalparken. 

## Kulturminnen
De äldsta kurlturlämningarna i nationalparken är 6000 år gamla.